# Nobumitsu Katakura
Nobumitsu Katakura (片倉 信光, ?-?) est un universitaire japonais du début au milieu du XXe siècle. Descendant direct du célèbre Katakura Kagetsuna, c'est un universitaire dont les travaux portent sur l'histoire régionale, en particulier Sendai. Il aurait été le seizième Katakura kojūrō.